# NGC 7693
NGC 7693 é uma galáxia espiral (S0-a) localizada na direcção da constelação de Pisces. Possui uma declinação de -01° 17' 29" e uma ascensão recta de 23 horas, 33 minutos e 10,4 segundos.